# Bruno Pesaola
Bruno Pesaola, né le 28 juillet 1925 à Buenos Aires et mort le 29 mai 2015 à Naples, est un joueur et entraîneur de football italo-argentin. 

## Biographie

### En club
Né à Buenos Aires en Argentine d'un père italien et d'une mère portugaise, Pesaola est formé dans l'école de football de River Plate. Son premier club senior est Sportivo Dock Sud.

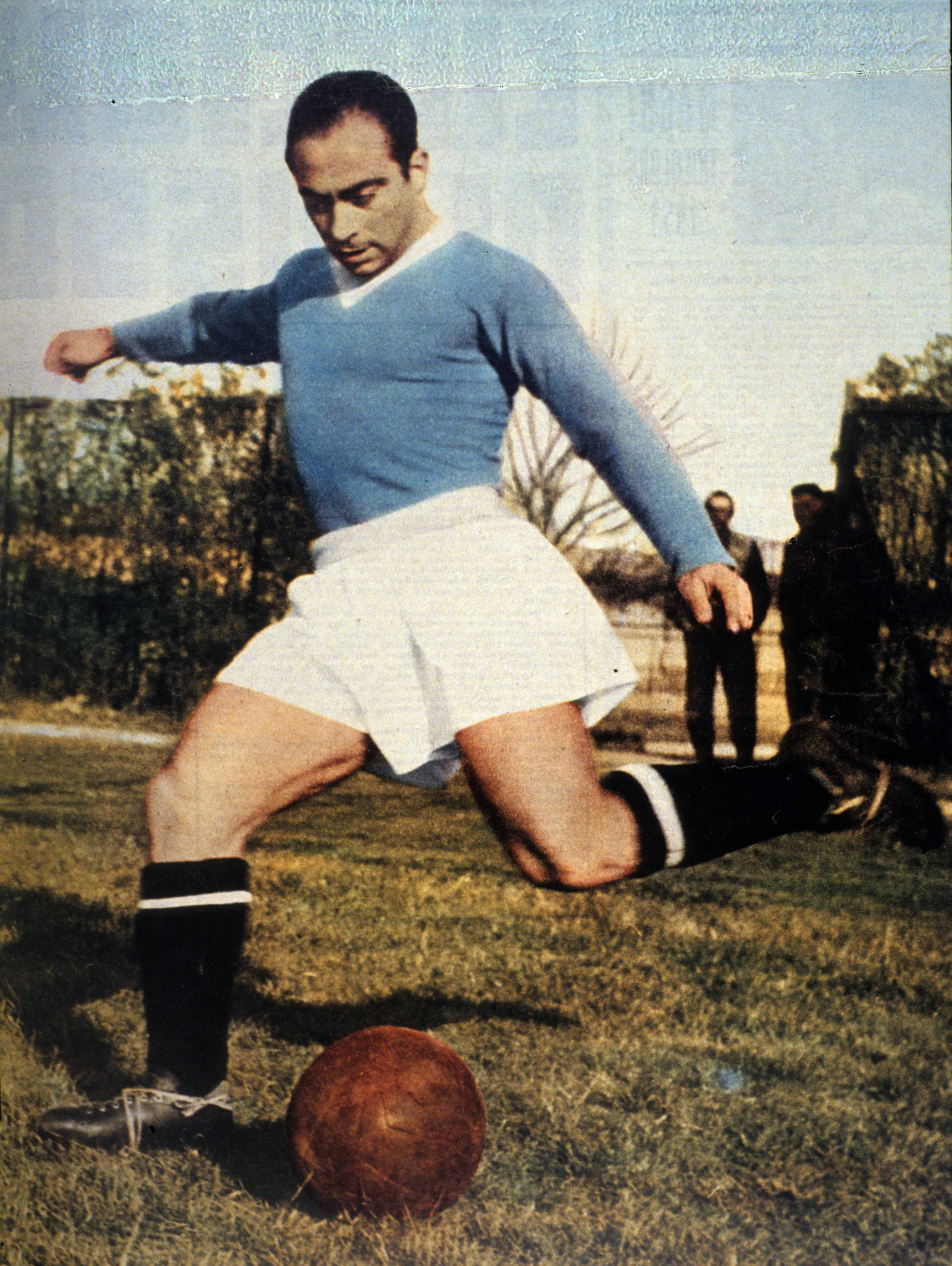
Pesaola en action avec le Naples dans les années 1950

En 1947, il est recruté par l'AS Rome, où il est victime d'une fracture tibia-péroné. Après deux ans à Novara, il signe en 1952 à Naples : il y reste huit saisons et y dispute 240 matchs. Il termine sa carrière de joueur après deux dernières saisons au Genoa puis à Scafatese, comme entraîneur-joueur.
Au total, il dispute 414 matchs dans les divisions professionnelles italiennes, pour 67 buts inscrits. Il réalise sa meilleure performance lors de la saison 1947-1948, où il inscrit 11 buts en championnat.

### En sélection nationale
Pesaola est un oriundo : un sportif ayant des origines italiennes et revenu en Italie pour y faire carrière. Initialement de nationalité argentine, Pesaola est naturalisé italien et dispute un match avec sélection italienne face au Portugal en 1957. 
Il compte également six matchs avec la sélection B italienne.

### Carrière d'entraîneur
Il devient l'entraîneur du club napolitain en 1962. Sous sa direction, le club gagne la Coupe d'Italie en 1962, puis quatre ans plus tard la Coupe des Alpes. Avec cette même équipe, il est demi-finaliste de la Coupe d'Europe des vainqueurs de coupe en 1977.
Il dirige tour à tour Savoia, la Fiorentina, Bologne, Syracuse et Campania en Italie, ainsi que le Panathinaïkos en Grèce lors de la saison 1979-1980. 
Avec la Fiorentina il remporte le championnat d'Italie en 1969, et se voit élu par la FIGC meilleur entraîneur de Serie A en 1970. La même année, il atteint avec cette équipe les quarts de finale de la Coupe d'Europe des clubs champions.
Les supporteurs italiens se souviennent de Pesaola comme un gros fumeur de cigarillos, un passionné de poker, et de l'amulette qu'il portait.
Après sa retraite, il participe régulièrement à des émissions télévisées, napolitaines et nationales.
Le 20 novembre 2009 il reçoit la citoyenneté honoraire de la ville de Naples. Il meurt dans sa ville d'adoption le 29 mai 2015 à 89 ans.

## Clubs

### Footballeur
| Club          | Pays      | Période     |
| ------------- | --------- | ----------- |
| River Plate   | Argentine | 1939 - 1944 |
| CS Dock Sud   | Argentine | 1944 - 1946 |
| AS Rome       | Italie    | 1947 - 1950 |
| Novara Calcio | Italie    | 1950 - 1952 |
| AC Napoli     | Italie    | 1952 - 1960 |
| Genoa CFC     | Italie    | 1960 - 1961 |
| US Scafatese  | Italie    | 1961 - 1962 |

### Entraîneur
| Club             | Pays   | Période     |
| ---------------- | ------ | ----------- |
| AC Napoli        | Italie | 1962 - 1968 |
| AC Fiorentina    | Italie | 1968 - 1971 |
| Bologne FC       | Italie | 1972 - 1976 |
| SSC Napoli       | Italie | 1976 - 1977 |
| Bologne FC       | Italie | 1977 - 1979 |
| Panathinaïkós FC | Grèce  | 1979 - 1980 |
| Syracuse Calcio  | Italie | 1980 - 1981 |
| SSC Napoli       | Italie | 1982 - 1983 |
| SSC Campania     | Italie | 1984 - 1985 |

## Palmarès d'entraîneur
- Vainqueur de la Coupe d'Italie en 1962 avec Naples
- Vainqueur de la Coupe des Alpes en 1966 avec Naples
- Champion d'Italie en 1969 avec la Fiorentina
- Élu meilleur entraîneur de Serie A en 1970 par la FICG